# Batalla de Tzirallum
La batalla de Tzirallum fue un conflicto armado ocurrido el día 30 de abril de 313, durante la guerra civil entre los emperadores romanos Licinio (r. 308-324) y Maximino Daya (r. 305-313), que tuvo lugar en el Campo Sereno (en latín: Campus Serenus) o Campo Ergeno (en latín: Campus Ergenus), próximo a la localidad de Tzirallum. Actualmente el campo de batalla se asocia con la ciudad de Çorlu, en la moderna provincia de Tekirdağ (Turquía), aunque las fuentes clásicas lo sitúan entre 18 y 36 millas romanas de Perinto (hoy Marmara Ereğlisi).
Se conoce como la batalla de Tzirallum a una serie de choques armados entre Licinio y Maximino Daya, motivados por los acuerdos secretos del primero con el emperador Constantino I (r. 306-337). El resultado fue una rápida y contundente victoria por parte de Licinio, a pesar de su considerable desventaja numérica. Con esta derrota, Maximino Daya se vio obligado a huir a Nicomedia —la capital oriental— pero cuando atravesaba las Puertas Cilicias fue atacado nuevamente por las fuerzas licinianas. Maximino Daya resultó muerto en Tarso, lo que garantizó a Licinio el control total de la parte oriental del Imperio romano.

## Antecedentes
El 1 de marzo de 293, el emperador romano Diocleciano (r. 284-305), creó un sistema de gobierno que recibió el nombre de tetrarquía o «gobierno de cuatro». De este modo, el Imperio romano se dividió en dos partes, cada una gobernada por un augusto (emperador mayor) y un césar (emperador menor). Los regentes de la tetrarquía eran más o menos soberanos de sus propias regiones y viajaban con sus propias cortes imperiales y ejércitos, además, estaban vinculados por lazos de sangre y matrimonio: Diocleciano y Maximiano (r. 285-305; 310) se presentaban como hermanos, y ese mismo año, ambos adoptaron formalmente a Galerio (r. 293-311) y a Flavio Constancio (r. 293-305) como hijos. Estas relaciones implicaban una línea de sucesión: Galerio y Flavio Constancio se convertirían en augustos a la salida de Diocleciano y Maximiano. En ese momento, el hijo de Maximiano, Majencio (r. 306-312), y el de Constancio, Constantino (r. 306-337) se convertirían en césares y se prepararían para sus futuras obligaciones.
El 1 de mayo de 305, los dos emperadores mayores abdicaron en sendas ceremonias celebradas en Mediolano y Nicomedia, lo que permitió tanto a Constancio como a Galerio ser elevados a augustos. Los flamantes emperadores nombraron a su vez a los nuevos césares: Valerio Severo (r. 305-307) bajo Constancio en Occidente, y Maximino Daya (r. 305-313) bajo Galerio en Oriente.
El 28 de octubre de 306, Majencio –el hijo de Maximiano– se autoproclamó princeps y cogobernó junto con su padre. Al año siguiente, Majencio asumió el título de augusto y comenzó a ofender a los demás aspirantes al trono. En 308, Galerio convocó a la conferencia de Carnunto, en donde se acordó nombrar al oficial Flavio Valerio Licinio (r. 308-324) como emperador de Occidente, con el propósito de destronar a Majencio, no obstante, Licinio se abstuvo de intervenir. Maximiano trató acaparar el poder, para lo cual pretendió derrocar a su propio hijo pero fracasó en el intento, tras lo cual consiguió huir a la corte de su yerno Constantino en busca de su respaldo.
En 310, Maximiano estuvo implicado en un complot para destituir a su yerno, pero al retornar Constantino de una campaña contra los francos, apresó al suegro y lo obligó a suicidarse. En 311, Majencio exigió venganza por la muerte de su padre y declaró la guerra a Constantino. Ese mismo año, falleció el augusto de Oriente, Galerio, y en consecuencia, las provincias bajo su mando se dividieron entre el césar Maximino Daya (r. 305-313) y Licinio, en detrimento de Majencio.
En el otoño de 312, mientras Constantino se enfrentaba a Majencio en Italia, Maximino Daya (r. 305-313) estaba ocupado realizando una campaña contra el reino de Armenia. Cuando volvió a Siria Palestina en febrero de 313, descubrió que posteriormente a la muerte de Majencio en la Batalla del Puente Milvio, Constantino y Licinio habían acordado una alianza durante su reunión en Mediolanum (hoy Milán), y para afianzar este acuerdo contrajeron matrimonio la hermana de Constantino, Flavia Julia Constancia, con Licinio. Maximino, tomó la iniciativa y a la cabeza de setenta mil hombres se desplazó hasta Bitinia, sin embargo, su ejército fue seriamente diezmado por el mal tiempo.
En abril de 313, Maximino Daya cruzó el Bósforo hacia la ciudad de Bizancio (actual Estambul) –que estaba defendida por tropas licinianas– y después de un sitio de once días consiguió tomarla. Luego se dirigió a Heraclea (actual Marmara Ereğlisi), la cual capturó tras un asedio de ocho días, para desplazar inmediatamente sus fuerzas a dieciocho millas de la ciudad. Con un ejército más reducido –posiblemente alrededor de treinta mil soldados– Licinio llegó a la ciudad de Adrianópolis (moderna Edirne) mientras que Maximino sitiaba Heraclea, y se dirigió a un campamento dieciocho millas más adelante. Ambos ejércitos se encontraron finalmente cerca de Tzirallum, actualmente identificada con la localidad de Tzouroulon (actual Çorlu).

## Batalla y consecuencias

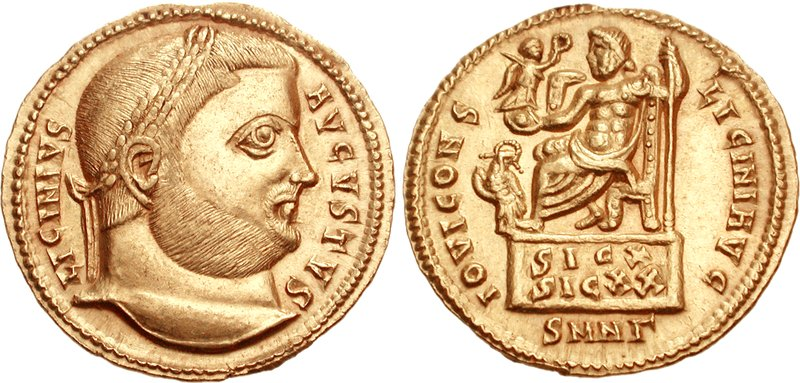
Sólido de Licinio emitido en Nicomedia c. 317-318

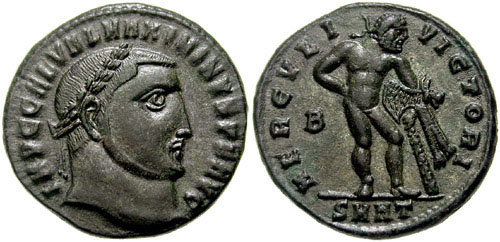
Follis de Maximino Daya emitido en Perinto c. 313

Lactancio –un autor cristiano del siglo IV y consejero de Constantino– es la principal fuente sobre esta batalla. Según su obra De mortibus persecutorum, cuando los ejércitos se encontraron en la víspera del combate, Maximino hizo un juramento a Júpiter prometiendo que si obtuviera la victoria, extinguiría y borraría el nombre de los cristianos. Mientras tanto un ángel del Señor se le habría aparecido en sueños a Licinio, quien le dijo que se levantase inmediatamente para hacer una oración a Dios, la misma que le aseguraría la victoria. Licinio al despertar, se dirigió rápidamente a uno de sus secretarios y le dictó la oración, a ser entonada tal cual la escuchó en el sueño:

Dios supremo, te rogamos; Santo Dios, te rogamos;

A ti encomendamos todo bien;

A ti encomendamos nuestra seguridad;

A ti encomendamos a nuestro imperio.

Por ti vivimos, por ti somos victoriosos y felices.

Santo Dios Supremo, escucha nuestras oraciones;

A ti extendemos nuestros brazos.

Escucha, Santo Dios Supremo.

Se distribuyeron copias de esta oración entre los principales comandantes, quienes a su vez, se las enseñaron a sus soldados. Licinio quería empezar la batalla en las calendas de mayo (1 de mayo) para derrotar a su rival en el octavo aniversario de su reinado como césar, pero Maximino Daya precipitó el conflicto un día antes de estas para que pudiera triunfar en su aniversario. Los ejércitos se acercaron y se colocaron a la vista unos de otros, en ese momento, los soldados licinianos pusieron sus scutum abajo, se quitaron los cascos y siguieron el ejemplo de sus comandantes, extendieron sus manos al cielo y repitieron la oración cantada por el emperador, para después prepararse para combatir llenos de ímpetu.
Licinio y Maximino Daya se aproximaron para sostener una conferencia: después de un breve periodo de negociaciones infructíferas, en las que ambos emperadores intentaron ganar la lealtad del ejército contrario, la lucha era inevitable. Las trompetas sonaron y los soldados avanzaron, las tropas licinianas tomaron la delantera, y según Lactancio, los hombres de Maximino no fueron capaces de desenvainar sus espadas o de lanzar sus dardos por el pánico y finalmente cayeron masacrados por los soldados de Licinio sin apenas oponer resistencia.
Después de contar con numerosas bajas, Maximino Daya se deshizo de su vestimenta imperial y se disfrazó como un esclavo para poder escapar hacia Nicomedia. Creyendo que todavía tendría una oportunidad de ganar, intentó detener el avance de Licinio en las Puertas Cilicias al establecer fortificaciones en dicho lugar. Sin embargo, el ejército liciniano fue capaz de cruzar y forzar a Maximino a retirarse a Tarso donde Licinio continuó el hostigamiento por tierra y mar. La guerra entre ellos terminó con la muerte de Maximino entre julio y agosto de 313, y con el asesinato de su mujer y sus hijos.